# Gonaxia constricta
Gonaxia constricta is een hydroïdpoliep uit de familie Sertulariidae. De poliep komt uit het geslacht Gonaxia. Gonaxia constricta werd in 1930 voor het eerst wetenschappelijk beschreven door Totton. 